# Moist Vagina
«Moist Vagina» (en inglés: vagina húmeda) es una canción de la banda norteamericana de grunge Nirvana. La canción es el lado B de su sencillo doble «All Apologies»/«Rape Me», del tercer álbum de estudio, titulado In Utero. Una versión demo de 1:56 de duración aparece en el boxset de 2004, With the Lights Out, y en las copias del Reino Unido, titulada «MV».
Según el biógrafo de Kurt Cobain, Charles R. Cross, esta canción originalmente se llamaba «Moist Vagina, and Then She Blew Him Like He's Never Been Blown, Brains Stuck All Over the Wall» (en español: «Vagina húmeda, y entonces ella lo feló como nunca antes había sido felado, sesos pegados por toda la pared»).
La canción fue interpretada por Sonic Youth en 1996, y aparece como una rareza de su sencillo «Sunday».
Moist Vagina fue grabada para el álbum In Utero. Fue grabada en 1993 por Steve Albini y bajo el sello de DGC Records.
Se cree que Moist Vagina tiene que ver con el consumo de marihuana[cita requerida]. Líneas como "Disfruté particularmente de la circunferencia" hablando de la circunferencia, o la mitad del diámetro, de un porro de marihuana.
Esta canción es conocida como una de las canciones más furiosas de Nirvana. Como se puede escuchar en la voz de Kurt durante el estribillo, y a falta de una frase mejor, el episodio psicótico que es el solo de guitarra.